# Niedziela sprawiedliwości
Niedziela sprawiedliwości – polski film psychologiczny z 1965 roku.

## Główne role
- Magdalena Zawadzka – Magda
- Krzysztof Chamiec – prokurator Deruga
- Jerzy Przybylski – Markowski, dyrektor Wojewódzkiego Przedsiębiorstwa Robót Budowlanych
- Wojciech Pilarski – Lebdowicz, dawny wspólnik Markowskiego
- Jan Paweł Kruk – Zenek, kolega Magdy, wspólnik Markowskiego
- Gustaw Lutkiewicz – Zygmunt, przyjaciel Derugi
- Zygmunt Nowicki – dyspozytor w bazie WPRB
- Bogusław Sochnacki – mechanik Broda
- Michał Szewczyk – milicjant Walczak
- Mieczysław Waśkowski – Kurek, zastępca prokuratora
- Marian Wojtczak – Marian, gość Markowskiego

## Fabuła
Deruga po rozstaniu z żoną, przybywa do małego miasteczka, gdzie pełni urząd prokuratora. W ciągu weekendu zostaje wplątany w różne intrygi. Za sprawą swojego zastępcy Kurka poznaje sprawę Markowskiego, dyrektora WPRB, który nielegalnie przewozi towary. W tym samym czasie poznaje dziewczynę Magdę, z którą połączy nić sympatii. Ona nie wie o jego pracy, on nie wie, że jest na utrzymaniu u Markowskiego. W niedziele u Markowskiego podczas brydża dochodzi do pewnego zdarzenia.